# WANNA BEEEE!!!/Shake It Up
〈WANNA BEEEE!!!/Shake It Up〉은 일본의 남성 아이돌 그룹, Kis-My-Ft2의 4번째 싱글이다.

## 개요
전작으로부터 약 5개월만의 싱글이다. 〈Everybody Go〉가 발매되고 나서 1년이 지나기도 해, 데뷔 1주년 기념 싱글이기도 하다.
Kis-My-Ft2 첫 양A면 싱글이 된다.
〈WANNA BEEEE!!!〉는 멤버 후지가야 타이스케, 키타야마 히로미츠가 출연하는 드라마 《비기너즈!》의 주제가. 〈Shake It Up〉은 멤버 미야타 토시야가 출연한 《사립 바카레아 고교》의 OP곡. 커플링곡 〈Summer Lover〉는 자신이 출연하고 있는 후지 TV 계열 《모시모 투어즈》 테마 송으로 기용되었다.
초회 생산 한정<WANNA BEEEE!!!>반, 초회 생산 한정<Shake It Up>반, 통상반, 키스 마이 SHOP반의 4종으로 발매.

## 수록곡

### 초회 생산 한정<WANNA BEEEE!!!>반
CD 
1. WANNA BEEEE!!! [4:10]
작사: KOMU / 작곡: CHOKKAKU, 히로이즘 / 편곡: CHOKKAKU
  - TBS계 목요 드라마9 《비기너즈!》 주제가.
2. Shake It Up [4:19]
작사: Komei Kobayashi / 작곡·편곡: Tommy Clint
  - 닛폰 TV계 드라마 《사립 바카레아 고교》 오프닝 테마.

DVD
1. WANNA BEEEE!!!(MUSIC VIDEO)
2. WANNA BEEEE!!!(오프 숏)

### 초회 생산 한정<Shake It Up>반
CD 
1. WANNA BEEEE!!!
2. Shake It Up

 DVD 
1. Shake It Up(MUSIC VIDEO)
2. Shake It Up(오프 숏)

### 통상반
CD 
1. WANNA BEEEE!!!
2. Shake It Up
3. Summer Lover [3:24]
작사·작곡: 이오카 타카시 / 편곡: 와타나베 토오루
  - 《모시모 투어즈》 테마송

초회 한정 봉입 특전
- 오리지널·IC카드 스티커

### 키스마이 SHOP반
CD 
1. WANNA BEEEE!!!
2. Shake It Up

특전
- 개별 메시지 첨부! 아더 자켓 (솔로 각 1매의 7매 세트)
- 오리지널 파우치